# Filippo d'Arenberg
Filippo Carlo d'Arenberg (Barbençon, 18 ottobre 1587 – Madrid, 25 settembre 1640) fu il III principe di Arenberg e VI duca di Aarschot.

## Biografia

### Giovinezza
Era figlio di Carlo di Ligne, secondo principe d'Arenberg e di Anna de Croy, figlia di Philippe III de Croÿ, duca di Aerschot. Da sempre fedele agli Asburgo negli anni confusi della Guerra degli ottant'anni, venne insignito del collare dell'Ordine del Toson d'oro.

### Primo matrimonio
Sposò, il 21 settembre 1610, Anne de Melun (?-16 febbraio 1615), figlia di Pierre de Melun, principe di Épinoy. Ebbero due figlie.

### Secondo matrimonio
Sposò, il 28 giugno 1620, Isabella Clara de Berlaymont (18 agosto 1602-9 agosto 1630), contessa di Lalaing, figlia di Floris (Florent) de Berlaymont. Ebbero quattro figli.

### Terzo matrimonio
Sposò, il 29 marzo 1632, Maria Cleofa di Hohenzollern-Sigmaringen (11 giugno 1599-26 febbraio 1685), figlia di Carlo II di Hohenzollern-Sigmaringen e vedova di Jean-Jacques, conte Bronckhorst e Anholt. Ebbero due figli.

### Carriera diplomatica
Perse i favori sovrani nel 1634, passando così gli ultimi sei anni della sua vita agli arresti domiciliari a Madrid, dove si trovava in missione diplomatica dal dicembre 1633: aveva il compito, assegnatogli dagli Stati Generali della Repubblica delle Sette Province Unite di trattare con Filippo IV di Spagna per ottenere la pace, o una tregua tra la Spagna e la Repubblica delle Sette Province Unite. 
Inviato come più alto esponente della nobiltà locale, dopo un'accoglienza sontuosa, ad appena quattro mesi dal suo arrivo fu accusato di aver preso parte ad una cospirazione contro il potere spagnolo nella zona dei Paesi Bassi del Sud. Ammise di essere a conoscenza della cosa, ma negò il proprio coinvolgimento. 

### Carcere e morte
Nonostante le lettere scritte dall'arciduchessa Isabella Clara in suo favore, Aarschot restò incarcerato per vari mesi prima di essere trasferito agli arresti. Tre anni dopo venne raggiunto dalla moglie e dal figlio maggiore, cui fu però impedito di risiedere con lui: queste condizioni lo depressero e lo piegarono, portandolo infine alla morte. Il giorno prima di questa venne raggiunto da un messaggio di Filippo IV con cui lo si informava che il suo caso era allo studio ed era previsto un risultato favorevole.

### Mecenate
Finché fu libero, fu un grande collezionista d'arte, creando una collezione d'opere di Paul de Vos, Frans Snyders, Gaspar de Crayer, e Salomon Noveliers, pittore di corte degli arciduchi alla corte di Bruxelles. Il più conosciuto dei molti Rubens che possedeva era la Caccia al lupo ed alla volpe, oggi al Metropolitan Museum of Art; il principe fu anche responsabile per l'acquisizione del Martirio di Sant'Andrea da parte dell'Ospedale dei Fiamminghi a Madrid, dove ancora oggi si trova.

## Discendenza
Il Principe d'Arenberg ebbe, dal suo primo matrimonio con Anne de Melun, Anne de Melun
- Clara Eugenia (23 ottobre 1611-24 dicembre 1660), sposò Albert Alexandre d'Arenberg;
- Anna.

Dalle seconde nozze con Isabella Clara de Berlaymont nacquero quattro figli:
- Filippo Francesco d'Arenberg (30 luglio 1625-17 dicembre 1674);
- Margherita Alessandrina (1626-18 luglio 1651), sposò Eugène de Montmorency, principe di Robech;
- Ernestina Francesca (9 aprile 1628-10 ottobre 1663), sposò Alexandre II de Bournonville;
- Clara Isabella (2 novembre 1629-7 settembre 1670), sposò Maximilian Willibald von Waldburg zu Wolfegg.

Il Principe e Maria Cleofa di Hohenzollern-Sigmaringen, sua terza moglie, ebbero due figli:
- Carlo Eugenio d'Arenberg (8 maggio 1633-25 giugno 1681);
- Maria Teresa (22 aprile 1639-18 gennaio 1705), sposò Franz Christoph di Fürstenberg.

## Ascendenza
|                                 |                     |                                 | Genitori          |  |  | Nonni |  |  | Bisnonni       |  |  | Trisnonni |  |
|                                 |                     |                                 |                   |  |  |       |  |  | Luigi di Ligne |  |  | …         |  |
|                                 |                     |                                 |                   |  |  |       |  |  | Luigi di Ligne |  |  | …         |  |
|                                 |                     | …                               |                   |  |  |       |  |  | Luigi di Ligne |  |  |           |  |
| Giovanni di Ligne               |                     |                                 |                   |  |  |       |  |  | Luigi di Ligne |  |  |           |  |
|                                 |                     | Maria di Bergen                 | …                 |  |  |       |  |  |                |  |  |           |  |
|                                 |                     | Maria di Bergen                 | …                 |  |  |       |  |  |                |  |  |           |  |
|                                 |                     | Maria di Bergen                 | …                 |  |  |       |  |  |                |  |  |           |  |
| Carlo d'Arenberg                |                     | Maria di Bergen                 |                   |  |  |       |  |  |                |  |  |           |  |
|                                 |                     | Roberto II de la Marck-Arenberg | …                 |  |  |       |  |  |                |  |  |           |  |
|                                 |                     | Roberto II de la Marck-Arenberg | …                 |  |  |       |  |  |                |  |  |           |  |
|                                 |                     | Roberto II de la Marck-Arenberg | …                 |  |  |       |  |  |                |  |  |           |  |
| Margherita de la Marck-Arenberg |                     | Roberto II de la Marck-Arenberg |                   |  |  |       |  |  |                |  |  |           |  |
|                                 |                     | Walburga van Egmont             | …                 |  |  |       |  |  |                |  |  |           |  |
|                                 |                     | Walburga van Egmont             | …                 |  |  |       |  |  |                |  |  |           |  |
|                                 |                     | Walburga van Egmont             | …                 |  |  |       |  |  |                |  |  |           |  |
| Filippo d'Arenberg              |                     | Walburga van Egmont             |                   |  |  |       |  |  |                |  |  |           |  |
|                                 | Philippe II de Croÿ | Henri de Croÿ                   |                   |  |  |       |  |  |                |  |  |           |  |
|                                 | Philippe II de Croÿ | Henri de Croÿ                   |                   |  |  |       |  |  |                |  |  |           |  |
|                                 | Philippe II de Croÿ | Charlotte de Chateaubriand      |                   |  |  |       |  |  |                |  |  |           |  |
| Philippe III de Croÿ            | Philippe II de Croÿ |                                 |                   |  |  |       |  |  |                |  |  |           |  |
|                                 |                     | Anne de Croÿ                    | Charles I de Croÿ |  |  |       |  |  |                |  |  |           |  |
|                                 |                     | Anne de Croÿ                    | Charles I de Croÿ |  |  |       |  |  |                |  |  |           |  |
|                                 |                     | Anne de Croÿ                    | …                 |  |  |       |  |  |                |  |  |           |  |
| Anne de Croÿ                    |                     | Anne de Croÿ                    |                   |  |  |       |  |  |                |  |  |           |  |
|                                 |                     | Jean III de Halewyn             | …                 |  |  |       |  |  |                |  |  |           |  |
|                                 |                     | Jean III de Halewyn             | …                 |  |  |       |  |  |                |  |  |           |  |
|                                 |                     | Jean III de Halewyn             | …                 |  |  |       |  |  |                |  |  |           |  |
| Johanna Henriette van Halewyn   |                     | Jean III de Halewyn             |                   |  |  |       |  |  |                |  |  |           |  |
|                                 |                     | Jossyne de Lannoy               | …                 |  |  |       |  |  |                |  |  |           |  |
|                                 |                     | Jossyne de Lannoy               | …                 |  |  |       |  |  |                |  |  |           |  |
|                                 |                     | Jossyne de Lannoy               | …                 |  |  |       |  |  |                |  |  |           |  |
|                                 |                     | Jossyne de Lannoy               |                   |  |  |       |  |  |                |  |  |           |  |